# Liste der Kulturdenkmale in Zug (Freiberg)
In der Liste der Kulturdenkmale in Zug sind die Kulturdenkmale des Freiberger Ortsteils Zug verzeichnet, die bis November 2022 vom Landesamt für Denkmalpflege Sachsen erfasst wurden (ohne archäologische Kulturdenkmale). Die Anmerkungen sind zu beachten.
Diese Aufzählung ist eine Teilmenge der Liste der Kulturdenkmale in Freiberg.

## Zug
| Bild                                    | Bezeichnung | Lage                                      | Datierung                                                               | Beschreibung | ID       |
| --------------------------------------- | --- | ----------------------------------------- | ----------------------------------------------------------------------- | --- | -------- |
| Weitere Bilder                          | Eisenbahnviadukt über die Freiberger Mulde (Viadukt Muldenhütten) | (Flurstücke 447/1, 448, 449, 450) (Karte) | 1860/1861                                                               | Achtbogige Eisenbahnbrücke der Bahnstrecke Dresden–Werdau über die Mulde mit Gestaltungselementen (siehe auch Freiberg, südwestlicher Teil der Brücke in der Gemarkung Zug, 09304644), landschaftsbildprägendes Ingenieurbauwerk, Zeugnis der Eisenbahngeschichte (Streckenerschließung), zudem baugeschichtlich von Bedeutung, seit 2019 zugehörig zur Pufferzone des UNESCO-Welterbes Montanregion Erzgebirge/Krušnohoří | 09304644 |
| Weitere Bilder                          | Bergbauliche Grubenanlage bestehend aus Mundloch der Aufschlagrösche, Resten der Erzverladeanlage, untertägiger Erzrolle (Transportgang), Halde einschließlich Aufmauerung sowie Kunstgraben, Halde des Richtschachtes (1785–1787) und Halden der sogenannten Hungerschächte auf dem Beschert Glück Stehenden | Am Beschert Glück (Karte)                 | Seit 1697                                                               | Siehe auch Röschenschacht mit Huthaus, Scheidebank (siehe Am Beschert Glück 29 und 29b), Bergschmiede (siehe Brander Straße 160), von singulärer bergbau- und ortsgeschichtlicher Bedeutung, verschiedene Gebäude künstlerisch wertvoll, zudem von hohem landschaftsgestalterischen Wert, seit 2019 zugehörig zur Kernzone und Pufferzone des UNESCO-Welterbes Montanregion Erzgebirge/Krušnohoří | 09201116 |
| Weitere Bilder                          | Huthaus und Scheidebank der Fundgrube Beschert Glück Stolln | Am Beschert Glück 29, 29b (Karte)         | 1786 (Huthaus); 1795 (Scheidebank)                                      | Huthaus mit weithin sichtbarem, hohem Krüppelwalmdach und Dachreiter bzw. Glockenturm (1786 und 1815), Gebäude der Scheidebank ähnlich gestaltet (1795), an letzterem bemerkenswerte Inschrift, bau-, bergbau- und ortsgeschichtlich, künstlerisch sowie landschaftsgestalterisch bedeutend, das Huthaus als eines der repräsentativsten und die Scheidebank als eine der ältesten in Freiberger Revier singulär (siehe Am Beschert Glück), seit 2019 zugehörig zur Kernzone des UNESCO-Welterbes Montanregion Erzgebirge/Krušnohoří | 09201115 |
| Direkt Bild zu diesem Denkmal hochladen | Haldenzug aus zwei Halden der Fundgrube St. Wolfgang | Am Daniel (Karte)                         | 17./18. Jahrhundert                                                     | Lang gestreckte, abgeflachte Halden, bergbaugeschichtlich und landschaftsgestalterisch bedeutend, seit 2019 zugehörig zur Kernzone des UNESCO-Welterbes Montanregion Erzgebirge/Krušnohoří | 09201103 |
| Direkt Bild zu diesem Denkmal hochladen | Gangzug mit drei Halden der Fundgrube Junger Turmhof Stolln | Am Daniel (Karte)                         | 17./18. Jahrhundert                                                     | Darunter eine kleinere Sand- bzw. Waschhalde an der Hauptstraße, ortsgeschichtlich sowie landschaftsgestalterisch bedeutend, seit 2019 zugehörig zur Kernzone des UNESCO-Welterbes Montanregion Erzgebirge/Krušnohoří | 09201114 |
| Weitere Bilder                          | Bergbauliche Anlage mit Huthaus und Halde sowie weiteren drei Halden des Danielzuges auf der Gemarkung Freiberg | Am Daniel 11 (Karte)                      | Ab 1514 (Halde); um 1700 (Huthaus)                                      | Lang gestrecktes Huthaus (um 1700) mit Steildach, bergbau- und ortsgeschichtlich bedeutend, Halden zudem landschaftsgestalterisch von Belang, seit 2019 zugehörig zur Kernzone und Pufferzone des UNESCO-Welterbes Montanregion Erzgebirge/Krušnohoří | 09201104 |
| Weitere Bilder                          | Bergbauliche Anlage mit Schachtgebäude, Kavernenkraftwerk, Scheidebank, Erzverladeanlage und Halde einschließlich Haldenaufmauerung sowie Stollnmundloch (Fundgrube Herzog August Stolln, Dreibrüderschacht)                                                                                                  | Am Dreibrüderschacht 27 (Karte)           | Um 1820 (Scheidebank); 1913–1914 (Schachtgebäude und Kavernenkraftwerk) | Typische Grubenanlage für den maschinellen Förderbetrieb des 18. und 19. Jahrhunderts, bergbau- und ortsgeschichtlich sowie landschaftsgestalterisch bedeutend, zudem als erstes Kavernenkraftwerk der Welt singulär, seit 2019 zugehörig zur Kernzone des UNESCO-Welterbes Montanregion Erzgebirge/Krušnohoří | 09201113 |
| Direkt Bild zu diesem Denkmal hochladen | Bergbauliche Anlage mit Huthaus und Halde sowie weiteren drei Halden des Danielzuges auf der Gemarkung Freiberg (Junge Mordgrube Stolln, Neuschacht) | Am Graben (Karte)                         | 17./18. Jahrhundert                                                     | Lang gestrecktes Huthaus (um 1700) mit Steildach, bergbau- und ortsgeschichtlich bedeutend, Halden zudem landschaftsgestalterisch von Belang, seit 2019 zugehörig zur Kernzone und Pufferzone des UNESCO-Welterbes Montanregion Erzgebirge/Krušnohoří | 09201109 |
| Weitere Bilder                          | Revierwasserlaufanstalt (Sachgesamtheit) | Am Graben (Karte)                         | 16.–18. Jahrhundert                                                     | Sachgesamtheitsbestandteil der Revierwasserlaufanstalt im Ortsteil Zug mit den Einzeldenkmalen: Konstantin Teich einschließlich Teichdamm und Teichschütz mitsamt Schütz sowie Hohe Birke Kunstgraben einschließlich aller Gewölbebrücken und dem Teilstück eines Abzweigs (siehe 09201107); landschaftsbildprägende Bestandteile eines umfangreichen Systems der bergmännischen Wasserwirtschaft zur Versorgung des Freiberger Bergbaus mit Aufschlagwasser, bergbau- und ortsgeschichtlich von besonderer Bedeutung (siehe auch 08991218, Großhartmannsdorf), seit 2019 zugehörig zur Kernzone und Pufferzone des UNESCO-Welterbes Montanregion Erzgebirge/Krušnohoří                           | 09306330 |
| Weitere Bilder                          | Kunstteich einschließlich Teichdamm und Teichschütz mitsamt Schütz (Konstantinteich) sowie Hohe Birke Kunstgraben einschließlich aller Gewölbebrücken und dem Teilstück eines Abzweigs (Einzeldenkmale der Sachgesamtheit 09306330)                                                                           | Am Graben (Karte)                         | Um 1580 (Teich); 1589–1590 (Kunstgraben)                                | Einzeldenkmale der Sachgesamtheit Revierwasserlaufanstalt; künstlich angelegte ober- und untertägige Wasserleitung zwischen dem Rothbächer Teich auf Brand-Erbisdorfer Flur und dem Freiberger Ortsteil Zug, diente als Teil der Revierwasserlaufanstalt, einem umfangreichen System der bergmännischen Wasserwirtschaft, zur Bereitstellung von Aufschlagwasser für nahegelegene Gruben und Wäschen des Brander, Zuger und Freiberger Reviers, landschafts- und ortsbildprägendes Zeugnis der bergmännischen Wasserversorgung von besonderer bergbau- und ortsgeschichtlicher Bedeutung, seit 2019 zugehörig zur Kernzone und Pufferzone des UNESCO-Welterbes Montanregion Erzgebirge/Krušnohoří | 09201107 |
| Direkt Bild zu diesem Denkmal hochladen | Haldenzug aus zwei abgeflachten, von Nord nach Süd verlaufenden Halden (St. Georgen) | Am Konstantin (Karte)                     | 17./18. Jahrhundert                                                     | Baugeschichtlich bedeutend und landschaftsgestaltend, seit 2019 zugehörig zur Kernzone des UNESCO-Welterbes Montanregion Erzgebirge/Krušnohoří | 09201127 |
| Direkt Bild zu diesem Denkmal hochladen | Halde mit Aufmauerung (Fundgrube Jung Himmlisch Heer) | Am Konstantin (Karte)                     | 17./18. Jahrhundert                                                     | Bergbaugeschichtlich bedeutend und landschaftsgestaltend, seit 2019 zugehörig zur Pufferzone des UNESCO-Welterbes Montanregion Erzgebirge/Krušnohoří | 09201126 |
| Direkt Bild zu diesem Denkmal hochladen | Haldenzug von drei Halden (Tzscheper Fundgrube, Tzscheper 3. und 4. Maß) | Am Konstantin (Karte)                     | 17./18. Jahrhundert                                                     | Gelegen an Am Konstantin und Hauptstraße, bergbaugeschichtlich bedeutend und landschaftsgestaltend, seit 2019 zugehörig zur Pufferzone des UNESCO-Welterbes Montanregion Erzgebirge/Krušnohoří | 09201486 |
| Weitere Bilder                          | Wohnhaus und rückwärtiges Seitengebäude eines Gehöfts | Am Konstantin 36 (Karte)                  | Um 1800                                                                 | Wohnhaus Obergeschoss Fachwerk, baugeschichtlich bedeutend, seit 2019 zugehörig zur Pufferzone des UNESCO-Welterbes Montanregion Erzgebirge/Krušnohoří | 09201125 |
|                                         | Ehemalige Bergschmiede | Am Konstantin 39 (Karte)                  | Um 1800                                                                 | Gebäude über L-förmigem Grundriss, wirkt durch zum Teil noch erhaltenes Fachwerkobergeschoss und Maßstäblichkeit, seitliches Segmentbogenportal, bau- und bergbaugeschichtlich bedeutend sowie von landschaftsgestalterischem Wert, seit 2019 zugehörig zur Pufferzone des UNESCO-Welterbes Montanregion Erzgebirge/Krušnohoří | 09201097 |
|                                         | Wohnhaus und Seitengebäude | Am Konstantin 41 (Karte)                  | Um 1800                                                                 | Wohnhaus Obergeschoss Fachwerk, bemerkenswert auch das hohe Steildach des Wohngebäudes, Seitengebäude ebenfalls Fachwerkkonstruktion, baugeschichtlich bedeutend, seit 2019 zugehörig zur Pufferzone des UNESCO-Welterbes Montanregion Erzgebirge/Krušnohoří | 09201118 |
| Direkt Bild zu diesem Denkmal hochladen | Halde der Fundgrube Junge Hohe Birke | Berthelsdorfer Straße (Karte)             | 16.–19. Jahrhundert                                                     | Anlage mit Haldenmauerung und bemerkenswertem untertägigem Bereich, bergbaugeschichtlich und landschaftsgestalterisch bedeutend (siehe Berthelsdorfer Straße 176), seit 2019 zugehörig zur Kernzone des UNESCO-Welterbes Montanregion Erzgebirge/Krušnohoří | 09201093 |
|                                         | Huthaus der Fundgrube Junge Hohe Birke | Berthelsdorfer Straße 176 (Karte)         | Bezeichnet mit 1703                                                     | Markantes Gebäude mit hohem Steildach, innen Reste einer Bergschmiedenausstattung (Ofen und Schornstein), bergbaugeschichtlich bedeutend, als eines der größten und wohl ältesten erhaltenen Huthäuser der Gegend singulär, bildet mit nahegelegener Halde Einheit von Denkmalwert, zudem von landschaftsgestalterischem Wert (siehe auch Berthelsdorfer Straße, Halde) | 09201092 |
| Direkt Bild zu diesem Denkmal hochladen | Wohnhaus und Scheune (ehemaliges Alnpecksches Gut) | Berthelsdorfer Straße 184 (Karte)         | Um 1800                                                                 | Ortsgeschichtlich bedeutendes Gut | 09201112 |
| Direkt Bild zu diesem Denkmal hochladen | Halden- und Bingenfeld aus der ersten oder zweiten Periode des erzgebirgischen Erzbergbaues | Brander Straße (Karte)                    | Ende 12. Jahrhundert bis 16. Jahrhundert                                | Bergbaugeschichtlich bedeutend | 09201124 |
| Direkt Bild zu diesem Denkmal hochladen | Gangzug mit drei Halden (Neue Hohe Birke, Alter Tagesschacht, Neuschacht auf Neue Hohe Birke) | Brander Straße (Karte)                    | 17./18. Jahrhundert                                                     | An der Brander Straße gelegen, bergbau- und ortsgeschichtlich bedeutend sowie landschaftsgestalterisch von Belang, seit 2019 zugehörig zur Kernzone des UNESCO-Welterbes Montanregion Erzgebirge/Krušnohoří | 09201106 |
| Direkt Bild zu diesem Denkmal hochladen | Vier Halden eines Haldenzugs (Palmbaumzug) | Brander Straße (Karte)                    | 17./18. Jahrhundert                                                     | Entlang der Brander Straße, zumeist auf Gnade Gottes Stolln (Fundgrube), bergbaugeschichtlich bedeutend und landschaftsgestaltend, seit 2019 zugehörig zur Pufferzone des UNESCO-Welterbes Montanregion Erzgebirge/Krušnohoří | 09201101 |
|                                         | Christopf Hörnigs Bergschmiede der Fundgrube Beschert Glück Stolln | Brander Straße 160 (Karte)                | Um 1800                                                                 | Charakteristischer, zweigeschossiger Bau über winkelförmigem Grundriss mit verbrettertem Obergeschoss und Krüppelwalmdach, orts- und bergbaugeschichtlich bedeutend (siehe Am Beschert Glück) | 09201105 |
| Weitere Bilder                          | Huthaus mit Bergschmiede (Rotes Stollnhaus, Altes Stollnhaus, Tiefer Fürstenstolln in Emanual) | Dorfstraße 2 (Karte)                      | Um 1700                                                                 | Markanter Bau mit Satteldach, bergbau- und ortsgeschichtlich bedeutend | 09201094 |
| Direkt Bild zu diesem Denkmal hochladen | Seitengebäude | Dorfstraße 4 (Karte)                      | Um 1800                                                                 | Als eines der ältesten Gebäude von Zug bau- und ortsgeschichtlich bedeutend | 09201095 |
| Weitere Bilder                          | Huthaus Kröner (Fundgrube) | Dorfstraße 30 (Karte)                     | 18. Jahrhundert                                                         | Charakteristischer, zweigeschossiger Bau mit Satteldach und verbrettertem Obergeschoss, bergbau- und ortsgeschichtlich bedeutend, zudem landschaftsgestalterisch von Belang (siehe Haldenstraße), seit 2019 zugehörig zur Kernzone des UNESCO-Welterbes Montanregion Erzgebirge/Krušnohoří | 09201129 |
|                                         | Huthaus und Halde einer bergbaulichen Anlage (Junger St. Andreas) | Dorfstraße 31 (Karte)                     | Bezeichnet mit 1807                                                     | Bergbau- und ortsgeschichtlich bedeutend, zudem landschaftsgestalterisch von Belang, seit 2019 zugehörig zur Kernzone des UNESCO-Welterbes Montanregion Erzgebirge/Krušnohoří | 09201134 |
| Direkt Bild zu diesem Denkmal hochladen | Ehemaliges Hüttenmeisterhaus mit Anbau | Dorfstraße 59 (Karte)                     | 18. Jahrhundert                                                         | Bergbaugeschichtlich von Belang | 09201091 |
| Direkt Bild zu diesem Denkmal hochladen | Haldenzug mit drei Halden (Sandhaldenzug) | Haldenstraße (Karte)                      | 17. und 18. Jahrhundert                                                 | Dicht beieinanderliegende Halden der Unteren Zuger Wäsche, bergbaugeschichtlich bedeutend und landschaftsgestaltend, seit 2019 zugehörig zur Kernzone des UNESCO-Welterbes Montanregion Erzgebirge/Krušnohoří | 09201110 |
| Direkt Bild zu diesem Denkmal hochladen | Grubenanlage mit Haldenzug und Wäschegraben (Kröner Fundgrube) | Haldenstraße (Karte)                      | 17./18. Jahrhundert                                                     | Zugehöriges Huthaus siehe unter Dorfstraße 30, bergbau- und ortsgeschichtlich bedeutend sowie landschaftsgestaltend, seit 2019 zugehörig zur Kernzone und Pufferzone des UNESCO-Welterbes Montanregion Erzgebirge/Krušnohoří | 09201128 |
| Direkt Bild zu diesem Denkmal hochladen | Kunstgraben (Kröner Abzugsrösche) | Haldenstraße (Karte)                      | 2. Hälfte 16. Jahrhundert                                               | Künstlich angelegte Wasserlaufsanlage, ab Friedhofskapelle nach Osten, teilweise erhalten, bergbau- und ortsgeschichtlich bedeutend (siehe auch Hohe Birker Kunstgraben). Zwischen 2013 und 2022 aus der Denkmalliste gestrichen. | 09201111 |
| Direkt Bild zu diesem Denkmal hochladen | Halde (Neujahrsschacht) | Hauptstraße (Karte)                       | 17./18. Jahrhundert                                                     | Bergbaugeschichtlich bedeutend und landschaftsgestaltend, seit 2019 zugehörig zur Pufferzone des UNESCO-Welterbes Montanregion Erzgebirge/Krušnohoří | 09201132 |
| Direkt Bild zu diesem Denkmal hochladen | Zwei Halden (Schlangenkauer Schacht) | Hauptstraße (Karte)                       | 17./18. Jahrhundert                                                     | westlich der Hauptstraße gelegen, bergbaugeschichtlich bedeutend und landschaftsgestaltend, seit 2019 zugehörig zur Kernzone des UNESCO-Welterbes Montanregion Erzgebirge/Krušnohoří | 09201102 |
| Direkt Bild zu diesem Denkmal hochladen | Halde (Hermesschacht) | Hauptstraße (Karte)                       | 17./18. Jahrhundert                                                     | bergbaugeschichtlich bedeutend und landschaftsgestaltend, seit 2019 zugehörig zur Pufferzone des UNESCO-Welterbes Montanregion Erzgebirge/Krušnohoří | 09201130 |
| Direkt Bild zu diesem Denkmal hochladen | 14 Halden eines Haldenzugs (Einzeldenkmale der Sachgesamtheit Hohe Birke Stehender) | Hauptstraße (Karte)                       | 17./18. Jahrhundert                                                     | Einzeldenkmale der Sachgesamtheit Hohe Birke Stehender; beeindruckendster Haldenzug im Ortsteil Zug mit insgesamt 14 Halden in Nord-Süd-Richtung auf der Hauptstraße, bergbaugeschichtlich bedeutend und landschaftsgestaltend, weitere Halden auf dem Erzgang Hohe Birke Stehender im Ortsteil Freiberg (siehe auch Berthelsdorfer Straße), seit 2019 zugehörig zur Pufferzone des UNESCO-Welterbes Montanregion Erzgebirge/Krušnohoří | 09201108 |
| Direkt Bild zu diesem Denkmal hochladen | Halde (Obergöpler Schächte) | Hauptstraße (Karte)                       | 17./18. Jahrhundert                                                     | Großflächige Halde auf der Hauptstraße, bergbaugeschichtlich bedeutend und landschaftsgestaltend, seit 2019 zugehörig zur Pufferzone des UNESCO-Welterbes Montanregion Erzgebirge/Krušnohoří | 09201133 |
| Direkt Bild zu diesem Denkmal hochladen | Grubenanlage mit Schacht/Treibehaus (Nr. 70) und Halde einschließlich Haldenaufmauerung (Alte Mordegrube Fundgrube, Constantin Schacht) | Hauptstraße 70, 72 (Karte)                | Um 1870                                                                 | Landschaftsprägendes, bergbauliches Zeugnis, bergbau- und ortsgeschichtlich sowie landschaftsgestalterisch bedeutend, seit 2019 zugehörig zur Pufferzone des UNESCO-Welterbes Montanregion Erzgebirge/Krušnohoří | 09201117 |
| Weitere Bilder                          | Huthaus (Hohe Birke Obere 3.–4. Maß) | Hauptstraße 128 (Karte)                   | Bezeichnet mit 1813                                                     | Bau mit Satteldach und datiertem Segmentbogenportal, bergbau- und ortsgeschichtlich bedeutsam | 09201122 |
| Weitere Bilder                          | Landwirtschaftsschule | Hauptstraße 150 (Karte)                   | Bezeichnet mit 1955                                                     | Charakteristische Anlage der 1950er Jahre mit zwei gestaffelten Lehrgebäuden und rechtwinklig dazu angebautem Saal, in traditionellen Formen mit Satteldach, Rechteckfenster, Segmentbogenportalen usw. errichtet, besondere Akzente durch Sgraffito (HM55) und kleines Türmchen auf Saalanbau, bau- und ortsgeschichtlich bedeutend | 09201096 |
| Direkt Bild zu diesem Denkmal hochladen | Allee | Lindenallee (Karte)                       | 18. Jahrhundert                                                         | Historische Allee zum Kanzleilehngut, landschaftsgestalterisch und ortsgeschichtlich bedeutend | 09201135 |
| Direkt Bild zu diesem Denkmal hochladen | Halde (Frisch Glück Schacht) | Pochgängerweg (Karte)                     | 17./18. Jahrhundert                                                     | Bergbaugeschichtlich bedeutend und landschaftsgestaltend, seit 2019 zugehörig zur Pufferzone des UNESCO-Welterbes Montanregion Erzgebirge/Krušnohoří | 09201131 |
| Direkt Bild zu diesem Denkmal hochladen | Wohnhaus in offener Bebauung | Schulstraße 2 (Karte)                     | Um 1800                                                                 | Obergeschoss Fachwerk verbrettert, Satteldach und Segmentbogenportal, Maßstäblichkeit erhalten, baugeschichtlich bedeutend | 09201123 |
| Weitere Bilder                          | Bergbauliche Anlage mit Huthaus, Stall und Halde (Kurfürst Johann Georgen Stolln) | Schulstraße 10 (Karte)                    | Um 1715                                                                 | Das eingeschossige Huthaus mit Steildach und rückwärtigem Anbau, bergbau- und ortsgeschichtlich bedeutend sowie landschaftsgestalterisch von Belang, seit 2019 zugehörig zur Kernzone des UNESCO-Welterbes Montanregion Erzgebirge/Krušnohoří | 09201100 |
|                                         | Bergbauliche Anlage mit Halde, Huthaus und Pulverhaus, dazu weitere drei Halden (Herzog August Stolln Fundgrube und Richtschacht, Halbe Kaue) | Schulstraße 14, 16 (Karte)                | Ab 1612 (Halde); um 1850 (Pulverturm)                                   | Zum Teil auf Freiberger Flur gelegen, in den Komplex des Herzog August Stollns das kleine Ensemble des Johann Georg Stollns (siehe Schulstraße 10) eingebettet, das markante eingeschossige Huthaus des Herzog August Stollns mit Steildach, gesamte Anlage bergbau- und ortsgeschichtlich bedeutend sowie landschaftsgestalterisch von Belang, seit 2019 zugehörig zur Kernzone und Pufferzone des UNESCO-Welterbes Montanregion Erzgebirge/Krušnohoří | 09201098 |

## Ehemalige Denkmäler
| Bild                                    | Bezeichnung | Lage                             | Datierung                                     | Beschreibung | ID       |
| --------------------------------------- | --- | -------------------------------- | --------------------------------------------- | --- | -------- |
| Direkt Bild zu diesem Denkmal hochladen | Gasthof | Frauensteiner Straße 155 (Karte) | Bezeichnet mit 1914                           | Gestalterisch markanter Gasthof aus der Zeit um 1910, bau- und ortsgeschichtlich von Bedeutung. Zwischen 2009 und 2014 abgerissen. | 09201136 |
| Weitere Bilder                          | Huthaus | Hauptstraße 134 (Karte)          | Um 1800                                       | Markantes Fachwerkgebäude, baugeschichtlich bedeutend. 2013 oder 2014 abgerissen. | 09201121 |
| Direkt Bild zu diesem Denkmal hochladen | Gutsanlage mit zwei Wohnstallhäusern, Scheunen, Remisen, Nebengebäuden, Pappelallee, Teich und frei stehender Scheune | Pappelallee 227, 227a (Karte)    | Ab 17. Jahrhundert und 18. Jahrhundert (1758) | Repräsentative geschlossene Gutsanlage, besonders bemerkenswert die rechts vom Eingang gelegene Baugruppe, hervorgehoben durch Mansard- bzw. Krüppelwalmdächer und originale Portale, im Innern des hier befindlichen Wohnstallhauses aufwändiges Kreuzgewölbe, baugeschichtlich, ortsgeschichtlich und landschaftsgestalterisch bedeutend, als bedeutendstes Großgut der Umgebung mit Seltenheitswert. Zwischen 2013 und 2022 aus der Denkmalliste gestrichen. | 09201090 |

## Tabellenlegende
- Bild: Bild des Kulturdenkmals, ggf. zusätzlich mit einem Link zu weiteren Fotos des Kulturdenkmals im Medienarchiv Wikimedia Commons. Wenn man auf das Kamerasymbol klickt, können Fotos zu Kulturdenkmalen aus dieser Liste hochgeladen werden:
- Bezeichnung: Denkmalgeschützte Objekte und ggf. Bauwerksname des Kulturdenkmals
- Lage: Straßenname und Hausnummer oder Flurstücknummer des Kulturdenkmals. Die Grundsortierung der Liste erfolgt nach dieser Adresse. Der Link (Karte) führt zu verschiedenen Kartendiensten mit der Position des Kulturdenkmals. Fehlt dieser Link, wurden die Koordinaten noch nicht eingetragen. Sind diese bekannt, können sie über ein Tool mit einer Kartenansicht einfach nachgetragen werden. In dieser Kartenansicht sind Kulturdenkmale ohne Koordinaten mit einem roten bzw. orangen Marker dargestellt und können durch Verschieben auf die richtige Position in der Karte mit Koordinaten versehen werden. Kulturdenkmale ohne Bild sind an einem blauen bzw. roten Marker erkennbar.
- Datierung: Baubeginn, Fertigstellung, Datum der Erstnennung oder grobe zeitliche Einordnung entsprechend des Eintrags in der sächsischen Denkmaldatenbank
- Beschreibung: Kurzcharakteristik des Kulturdenkmals entsprechend des Eintrags in der sächsischen Denkmaldatenbank, ggf. ergänzt durch die dort nur selten veröffentlichten Erfassungstexte oder zusätzliche Informationen
- ID: Vom Landesamt für Denkmalpflege Sachsen vergebene, das Kulturdenkmal eindeutig identifizierende Objekt-Nummer. Der Link führt zum PDF-Denkmaldokument des Landesamtes für Denkmalpflege Sachsen. Bei ehemaligen Kulturdenkmalen können die Objektnummern unbekannt sein und deshalb fehlen bzw. die Links von aus der Datenbank entfernten Objektnummern ins Leere führen. Ein ggf. vorhandenes Icon  führt zu den Angaben des Kulturdenkmals bei Wikidata.

## Ausführlicher Denkmaltext
1. ↑  Einzeldenkmale der Sachgesamtheit Revierwasserlaufanstalt:

Der Hohe Birke Kunstgraben (auch Hohbirker oder Hochbirkner Kunstgraben) ist ein von 1589 bis 1590 angelegter Kunstgraben, der in Teilen eine seit 1567 bestehende Grabenanlage zwischen dem Rothbächer Teich (vgl. 09208678) sowie der Grube Alte Mordgrube 3. und 4. Maaß einbezog. Er gehört zu einem umfangreichen bergmännischen Wasserversorgungssystem, der Revierwasserlaufsanstalt. Der Kunstgraben mit Seitenwänden aus Trockenmauerwerk ist zum Teil mit traditionellen Rindenschwarten bedeckt, das Grabenwasser wird heute aber überwiegend durch Betonplattenabdeckungen vor Verdunstung und Verschmutzung geschützt. Teilstücke dieses mit minimalem Gefälle am Hang entlang geführten Kunstgrabens sind verröscht, andere aufgrund von Umbauten nicht mehr in Nutzung und daher vom heutigen Grabenverlauf abgetrennt.

Der Hohe Birke Kunstgraben beginnt auf Brand-Erbisdorfer Flur (vgl. 09208686) am unteren Mundloch des Nebenzweigs der Müdisdorfer Rösche (vgl. 09208687) und nimmt zugleich den Abfluss aus dem Rothbächer Teich (vgl. 09208678) auf. Auf Berthelsdorfer Flur (vgl. 09208707) führt er westlich am Lother Teich (auch Mühlteich, vgl. 09208698) vorbei und – lediglich über eine kurze Distanz unter der Berthelsdorfer Straße hindurch verröscht – nach Norden in Richtung Krausens Mühle und weiter zum Standort der Altmordgrübner Wäsche am ehemaligen Menden Schacht der Alten Mordgrube (vgl. 09208594), an dem sich ab 1900 die Lederwerke Moritz Stecher ansiedelten. Sowohl die Erzwäsche als auch die Lederwerke erhielten ihr Aufschlag- und Wäschwasser bzw. ihr Brauchwasser aus dem Hohe Birke Kunstgraben.

Südlich der Lederwerke setzt sich dieser in Form einer Rösche unter dem Bahndamm der Bahnstrecke Berthelsdorf–Großhartmannsdorf hindurch in Richtung Konstantinteich (vgl. 09208746) fort. Ursprünglich wurde das Grabenwasser in diesen eingespeist, wird aber heute mittels einer in das Dammbauwerk des Konstantinteiches integrierten Rohrleitung um ihn herum geführt. Es kann nun sowohl in Richtung des östlich gelegenen Hüttenteiches abgeschlagen als auch in den am nordöstlichen Damm anschließenden Folgeabschnitt des Hohe Birke Kunstgrabens geleitet werden. Das ungenutzte Grabenteilstück zwischen Abschlag und Dammbauwerk ist aber weiterhin erhalten.

Im Anschluss an den Konstantinteich verläuft der Hohe Birke Kunstgraben in einer langgezogenen Ostkurve weiter auf Zuger Flur und endet heute nahe dem Friedhof. Ursprünglich zweigte hier in östlicher Richtung der Zuger Wäschgraben zur Beaufschlagung der Zuger Erzwäschen sowie der Kröner Fundgrube ab, während der eigentliche Kunstgraben nordwärts weiterführte und über verschiedene Abzweigungen Wäschen und Gruben im Freiberger Stadtgebiet erreichte. Von diesem ist noch ein Teilabschnitt zwischen Schulstraße und Am Daniel südöstlich des Junger Thurmhof Huthausschachtes erhalten.

Der Kunstgraben versorgte innerhalb des wasserwirtschaftlichen Systems der Revierwasserlaufsanstalt ursprünglich die nahegelegenen Gruben und Erzwäschen des Brander, Zuger und Freiberger Reviers, darunter insbesondere die Gruben auf dem nahegelegenen und namensgebenden Hohe Birke Gangzug. In späterer Zeit wurden neben diesen bergmännischen Anlagen auch Gemeinden und Gewerbebetriebe mit Brauchwasser versorgt, wie etwa ab 1866 die Gemeinde Zug oder ab 1900 die Stecher’sche Lederfabrik. Dabei wurde der Hohe Birke Kunstgraben in der Vergangenheit verschiedenen Instandsetzungs-, Umbau-oder Begradigungsmaßnahmen unterzogen (vgl. hierzu eine detailliertere Beschreibung in Hagendorf 2012, S. 63ff.). So führte die Vergrößerung des Konstantinteiches 1936 dazu, dass der Kunstgraben heute zum Teil verrohrt und von dem neuen Dammbauwerk überdeckt ist.

Trotz der vielen Veränderungen, die der Hohe Birke Kunstgraben durch seine fortwährende Nutzung erfahren hat, bleibt der ursprüngliche Charakter dieser wasserwirtschaftlichen Anlage bis heute gewahrt. Als Teil der Sachgesamtheit Revierwasserlaufanstalt ist er authentisches Zeugnis der Anstrengungen, die für die Aufrechterhaltung und Beförderung des Freiberger Bergbaus sowie der angrenzenden Reviere seit Mitte des 16. Jahrhunderts unternommen wurden. Auch der auf wenige, touristisch bedeutende Streckenabschnitte begrenzte Einsatz der traditionellen Schwartenabdeckung steht dem nicht entgegen, belegt die Betonplattenabdeckung doch das aktuelle Vorgehen zum Schutz der Kunstgräben (angesichts der heute nicht mehr im Überfluss vorhandenen Rindenschwarten). Der Hohe Birke Kunstgraben ist auch im abgedeckten Zustand aufgrund seiner deutlichen Abzeichnung als Geländestufe am Hang von landschafts- und ortsbildprägender Bedeutung und aufgrund seines hohen bergbau- und ortsgeschichtlichen Dokumentationswertes als Kulturdenkmal erhaltungswürdig.